# Kim Richards

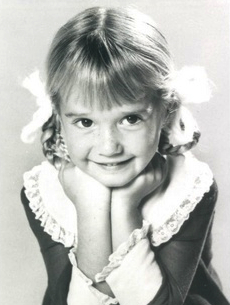
La niñera y el profesor Kim Richards 1970.

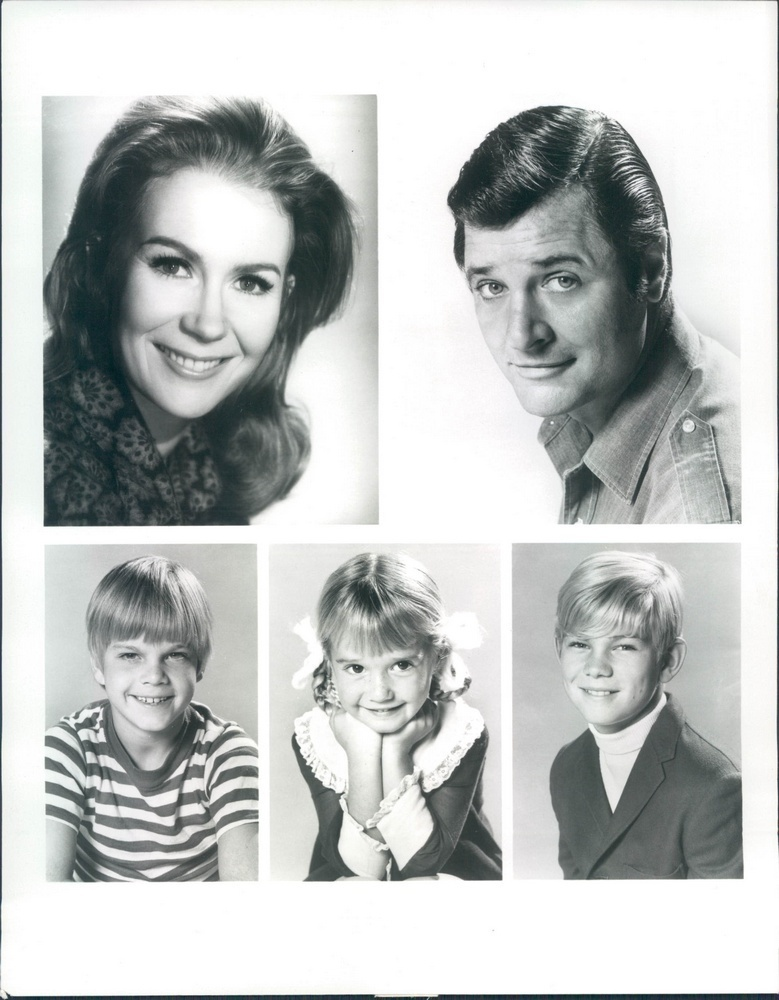
Niñera y la profesora elenco 1970

Kim Erica Richards (Mineola, Nueva York; 19 de septiembre de 1964) es una actriz estadounidense. En sus inicios fue actriz infantil, y fue miembro del reparto del reality  The Real Housewives of Beverly Hills.

## Primeros años
Kim Erica Richards nació en Mineola, Nueva York el 19 de septiembre de 1964. Su padre era Kenneth E. Richards (1935–1998) y su madre, Sharon Kathleen Dugan (1938–2002). Ellos se separaron en 1972 y su madre más tarde se volvió a casar. Sus hermanas son las actrices Kathy Hilton (nacida en 1959) y Kyle Richards (nacida en 1969). Se graduó en el Imperial High School en Imperial, California en 1983. Las socialités Nicky y Paris Hilton son sus sobrinas, hijas de su medio-hermana, Kathy. Tiene ascendencia galesa e irlandesa.

## Carrera
Su carrera empezó durante su infancia a principios de los años 70. Desde 1970 a 1971, interpretó a Prudence Everett en la serie de televisión Nanny y el profesor, con Juliet Mills, Richard Long, David Doremus y Trent Lehman como coprotagonistas. Ella también protagonizó varias películas de Disney, incluyendo La montaña embrujada, No Deposit, No Return y Return from Witch Mountain. Protagonizó un episodio de Little House on the Prairie como Olga Nordstrom, la amiga de Laura Ingalls con una pierna más corta que la otra, cuy' friend with one leg shorter than the other, a quien su Pa le había dado un tacón de madera hecho a mano para el zapato que le permitía correr y jugar normalmente con los otros niños.
En 1974 y 1976, apareció en las películas de Disney Whiz Kid Capers (The Whiz Kid and the Mystery at Riverton and The Whiz Kid and the Carnival Caper) dos TV-movies que se estrenaron como parte de la antología de seriesThe Wonderful World of Disney. En 1977, ella y su hermana Kyle aparecieron como hijas de James Brolin en The Car. En 1978, se volvió a unir con su coestrella en la Montaña Embrujada Ike Eisenmann para hacer una TV-movie Devil Dog: The Hound of Hell. En la película de John Carpenter Asalto a la comisaría del distrito 13, interpretó a una joven niña que fue brutalmente asesinada cuando un miembro de una banda le tiroteó al pecho. Más tarde protagonizó una serie de corta duración Hello, Larry y aparició como invitada en numerosos episodios de populares series de televisión estadounidense incluyendo Diff'rent Strokes, Alice, La isla de la fantasía, The Love Boat, CHiPs, Magnum, P.I., James at 16, Los Dukes de Hazzard y The Rockford Files. Como joven adulta, apareció en las películas Meatballs Part II, Tuff Turf y Escape. Además, también coprodujo Escape junto a su entonces marido G. Monty Brinson. Después de 1990, ella se medio-jubiló.
En 2006, apareció como personaje de apoyo como la distante madre de Christina Ricci's en El lamento de la serpiente negra. Hizo un cameo en 2009 en La montaña embrujada, interpretando a una camarera llamada "Tina," pequeña variación del personaje "Tia" que ella interpretó en las películas de 1975 y 1978. Desde octubre de 2010, es parte del elenco principal de The Real Housewives of Beverly Hills junto a su hermana Kyle.

## Vida personal
En julio de 1985, se casó con el heredero de la franquicia de supermercados G. Monty Brinson, quien es ahora un jugador de póquer profesional. Tuvieron una hija, Brooke Brinson, nacida en febrero de 1986. La pareja se divorció en 1988, y compartieron la custodia de Brooke.
Su segundo marido era el heredero del petróleo Gregg Davis, hijo del magnate del petróleo e inspiración de Dinastía Marvin Davis y la filántropa Barbara Davis. La pareja tuvo dos hijos: una hija Whitney y un hijo Chad Davis., pero se divorciaron en 1991.
Richards salió con el vendedor de materias primas John J. Collett. Él fue una figura central en una gran estafa, involucrando a ocho mil inversores ancianos y casi 150 millones de dólares en pérdidas. El 28 de octubre de 1991, él fue asesinado por un asesino a sueldo fuerte de Brent’s Deli, localizado en la comunidad San Fernando Valley de Northridge (Los Ángeles). Los dos estaban hablando por el teléfono cuando el disparo ocurrió. El calvario tuvo un profundo impacto en Richards, quien se abrió y habló sobre el asesinato de Collett en un episodio de The Real Housewives of Beverly Hills. Además, Janis Collett, la madre de John, más tarde dijo: "El asesinato de John ha sido una devastadora tragedia, y Kim se destrozó. La pobre Kim tuvo que identificar el cuerpo. Fue una pesadilla horrible para ella. Yo nunca me he recuperado de la pérdida, y no creo que Kim lo haya hecho tampoco."
Más tarde, tuvo una larga relación con el proveedor de partes de aviones John Jackson. Dio a luz a su hija, Kimberly Richards, en 1995.
Richards ha luchado contra el alcoholismo. En diciembre de 2011, entró en rehabilitación, y lo dejó a principios de enero de 2012. En un episodio de The Real Housewives of Beverly Hills, Kim fue acusada de consumir metanfetamina de cristal por su compañera en la serie Brandi Glanville, Kim estuvo extremadamente molesta pero era porque estaba tomando una combinación de medicamentos prescritos que producían efectos similares a los de la embriaguez. Poco después, ella admitió ser alcohólica. Admitió que había estado en rehabilitación dos veces antes.
Actualmente reside en Los Ángeles.

## Filmografía
| Año                         | Show                                                  | Papel                                      | Notas                                                        |
| --------------------------- | ----------------------------------------------------- | ------------------------------------------ | ------------------------------------------------------------ |
| 1970–1971                   | Nanny y el profesor                                   | Prudence Everett                           | 54 episodios                                                 |
| 1971                        | The Strange Monster of Strawberry Cove                | Chica                                      | Telefilm, no acreditada                                      |
| 1971–1976                   | Walt Disney's Wonderful World of Color                | Chica, Daphne 'Daffy' Fernald, Sara, Leroy | 5 episodios                                                  |
| 1972                        | F.B.I.                                                | Barbie Ghormley                            | 1 episodio, "Dark Christmas"                                 |
| 1972                        | Nanny y el profesor                                   | Prudence Everett                           |                                                              |
| 1973                        | Nanny and the Professor and the Phantom of the Circus | Prudence Everett                           |                                                              |
| 1973                        | The Picture of Dorian Gray                            | Beatrice (como niña)                       | Telefilm                                                     |
| 1973                        | Here We Go Again                                      | Jan Standish                               | 13 episodios                                                 |
| 1973                        | Alvin the Magnificent                                 |                                            | Telefilm                                                     |
| 1973–1977                   | ABC Afterschool Specials                              | Missey, Minnow                             | 2 episodios                                                  |
| 1974                        | Police Story                                          | Melanie                                    | 1 episodio, "The Wyatt Earp Syndrome"                        |
| 1974                        | The New Temperatures Rising Show                      | Niña pequeña                               |                                                              |
| 1974                        | Little House on the Prairie                           | Olga Nordstrom                             | 1 episodio, "Town Party-Country Party"                       |
| 1974                        | Benjamin Franklin                                     |                                            | 1 episodio, "The Whirlwind"                                  |
| 1974                        | Return of the Big Cat                                 | Amy McClaren                               | Telefilm                                                     |
| 1974                        | Emergency!                                            | Melissa                                    | 1 episodio, "How Green Was My Thumb?"                        |
| 1975                        | The Streets of San Francisco                          | Julie Todd                                 | 1 episodio, "River of Fear"                                  |
| 1975                        | Medical Story                                         |                                            | 1 episodio, "Million Dollar Baby"                            |
| 1975                        | La montaña embrujada                                  | Tia Malone                                 |                                                              |
| 1976                        | Sara                                                  | Maude                                      | 1 episodio, "Code of the West"                               |
| 1976                        | The Rockford Files                                    | Marin Rose Gaily                           | 1 episodio, "The Family Hour"                                |
| 1976                        | Raid on Entebbe                                       | Alice                                      | Telefilm                                                     |
| 1976                        | No Deposit, No Return                                 | Tracy                                      |                                                              |
| 1976                        | La mujer policía                                      | Kerry McGuire                              | 1 episodio, "Father to the Man"                              |
| 1976                        | Centro médico                                         | Penny                                      | 1 episodio, "If Wishes Were Horses"                          |
| 1976                        | Family                                                | Laura Richardson                           | 1 episodio, "Monday is Forever"                              |
| 1976                        | Special Delivery                                      | Juliette                                   |                                                              |
| 1976                        | Asalto a la comisaría del distrito 13                 | Kathy                                      | Película independiente                                       |
| 1977                        | Police Story                                          | Melanie                                    | 1 episodio, "Stigma"                                         |
| 1977                        | The Car                                               | Lynne Marie Parent                         | Gran película                                                |
| 1977–1978                   | James at 15/16                                        | Sandy Hunter                               | 21 episodios                                                 |
| 1978                        | Return from Witch Mountain                            | Tia Malone                                 |                                                              |
| 1978                        | Project UFO                                           | Amy Forman                                 |                                                              |
| 1978                        | Devil Dog: The Hound of Hell                          | Bonnie Barry                               | Telefilm                                                     |
| 1979                        | Hizzonner                                             | Jamie                                      | 1 episodio, "Mizzonner"                                      |
| 1979                        | La isla de la fantasía                                | Rebecca                                    | 1 episodio, "Cornelios and Alphonse/The Choice"              |
| 1979                        | Diff'rent Strokes                                     | Ruthie Alder                               | 3 episodios                                                  |
| 1979–1980                   | Hello, Larry                                          | Ruthie Alder                               | 35 episodios                                                 |
| 1980                        | Kraft Salutes Disneyland's 25th Anniversary           | Ella misma                                 | Especial para televisión                                     |
| 1981                        | Why Us?                                               | Holly Sanborn                              | Corto para televisión                                        |
| 1982                        | The Love Boat                                         | Gail, Lilian Gerbert                       | 1 episodio, "Command Performance/Hyde and Seek/Sketchy Love" |
| 1982                        | CHiPs                                                 | Sheila                                     | 1 episodio, "Tight Fit"                                      |
| 1982                        | Alice                                                 | Lisa                                       | 2 episodios                                                  |
| 1982                        | Magnum P.I.                                           | Carrie Reardon                             | 1 episodio, "Mixed Doubles"                                  |
| 1983                        | Lottery!                                              | Valerie                                    |                                                              |
| 1983                        | Los Dukes de Hazzard                                  | Nancylou                                   | 1 episodio, "Cooter's Girl"                                  |
| 1984                        | Mississippi                                           |                                            | 1 episodio, "Informed Consent"                               |
| 1984                        | Meatballs Part II                                     | Cheryl                                     |                                                              |
| 1985                        | Tuff Turf                                             | Frankie Croyden                            |                                                              |
| 1990                        | Escape                                                | Brooke Howser                              |                                                              |
| 2002                        | The Blair Witch Mountain Project                      | Tia Malone                                 | Corto para televisión                                        |
| 2006                        | El lamento de la serpiente negra                      | Sandy                                      |                                                              |
| 2009                        | La montaña embrujada                                  | Tina                                       |                                                              |
| 2010–2017, 2019–2020, 2022– | The Real Housewives of Beverly Hills                  | Ella misma                                 | 134 episodios                                                |
| 2013                        | Stars in Danger                                       | Ella misma                                 | Especial para televisión                                     |
| 2015                        | Sharknado 3                                           | Cameo                                      |                                                              |